# Sirindhorn
Công chúa Maha Chakri Sirindhorn (tiếng Thái: มหาจักรีสิรินธร, phát âm tiếng Thái: [mā.hǎː t͡ɕàk.krīː sì.rīn.tʰɔ̄ːn]; RTGS: Maha Chakkri Sirinthon), tên khai sinh: Sirindhorn Debaratanarajsuda Kitivadhanadullasobhak (tiếng Thái: สิรินธรเทพรัตนสุดา กิติวัฒนาดุลโสภาคย์; RTGS: Sirinthontheppharattanasuda Kitiwatthanadunlasophak), sinh ngày 2 tháng 4 năm 1955, là con gái thứ hai của cố Quốc vương Bhumibol Adulyadej, em gái Đương kim quốc vương Maha Vajiralongkorn.
Công chúa Maha Chakri Sirindhorn, sinh ngày ngày 2 tháng 4 năm 1955 tại, Thái Lan. Bà là con thứ ba của cố Quốc vương Bhumibol Adulyadej và Hoàng Thái hậu Sirikit. Bà là người có quyền kế vị thứ hai sau Thái tử.
Năm 1958, Bà vào Trường Hoàng gia Giralda học tiếng Thái và tiếng Anh. Năm 1968, trong kỳ thi tốt nghiệp tiểu học, Bà đã đạt kết quả đứng đầu toàn quốc Thái Lan. Năm 1973 tốt nghiệp Trường Trung học Giralda. Bà đã tham dự kỳ thi đại học với thành tích xếp thứ tư, được nhận vào hệ Văn học ngữ văn của Trường đại học hàng đầu ở Thái Lan Chulalongkorn. Bà chọn chuyên ngành Văn học Thái, lịch sử, Phạn văn v.v. Năm 1976, Bà  tốt nghiệp Đại học Chulalongkorn, lấy bằng Cử nhân văn học ngữ văn. Trong 4 năm học, Bà liên tiếp đoạt huy chương vàng trong các kỳ thi. Năm 1979, Bà lấy được học vị thạc sĩ chuyên ngành Ngôn ngữ phương Đông Đại học Chulalongkorn. Ngày 5 tháng 12 năm 1979, Bà đã được phong danh hiệu "Công chúa Maha Chakri",  có quyền thừa kế ngai vàng. Năm 1980 lấy được học vị thạc sĩ chuyên ngành Khảo cổ học văn tự Phương Đông của trường Đại học nghệ thuật, học vị thạc sĩ chuyên ngành Phạn văn của trường Đại học Chulalongkorn. Năm 1986, Bà đã lấy học vị Tiến sĩ về Phát triển giáo dục tại Đại học Tổng hợp Srinakharinwirot.
Bà từng đảm nhiệm vị trí Phó chủ tịch điều hành Hội chữ thập đỏ Thái Lan, Chủ nhiệm khoa Lịch sử, Học viện quân sự Chulachomklao. Bà cũng là Thiếu tướng quân đội Hoàng gia, Chuẩn Đô đốc danh dự Hải quân Hoàng gia và là Phó nguyên soái danh dự không quân Hoàng gia Thái Lan.
Công chúa có kiến thức sâu rộng về văn học, âm nhạc, hội họa, tác giả của nhiều tác phẩm, tiểu luận và thơ. Ngoài các vị vua và hoàng hậu, Bà luôn yêu thương người Thái Lan. Bà rất quan tâm đến người nghèo, thường xuyên đến thăm người nghèo, chẳng hạn như các trận động đất Ấn Độ Dương năm 2004, Bà đã đến thăm các nạn nhân bị ảnh hưởng.
Ngày 30-3- 2015, các trang web của Chính phủ Thái Lan công báo kỷ niệm Sinh nhật lần thứ 60 của Bà vào ngày ngày 2 tháng 4 năm 2015, ra sắc lệnh ân xá các tù nhân. Trong đó, quy định rằng các tử tù giảm xuống tù chung thân, tù chung thân giảm xuống 50 năm tù giam, ngoài ra một số tù nhân khác được tha trước thời hạn.
Được sự hướng dẫn của Hoàng hậu Sirikit, Bà quan tâm đến các lĩnh vực âm nhạc và ngôn ngữ, quan tâm đặc biệt tới ngôn ngữ và văn hóa các nước phương Đông, đặc biệt là Việt Nam, Trung Quốc, Campuchia và các nước láng giềng khác.

## Tước vị và huân chương

### Tước vị
- 2 tháng 4 năm 1955 – 5 tháng 12 năm 1977: Somdet Phra Chao Luk Thoe Chaofa Sirinthorn Theppharat Rat Suda Kitiwatthanadunlasophak (สมเด็จพระเจ้าลูกเธอ เจ้าฟ้าสิรินธรเทพรัตนสุดา กิติวัฒนาดุลโสภาคย์)
- 5 tháng 12 năm 1977 – 5 tháng 5 năm 2019: Somdet Phra Theppharat Rat Suda Chao Fa Maha Chakkri Sirinthon Ratthasima Khunakon Piyachat Sayam Borommaratchakumari (สมเด็จพระเทพรัตนราชสุดา เจ้าฟ้ามหาจักรีสิรินธร รัฐสีมาคุณากรปิยชาติ สยามบรมราชกุมารี)[2]
- 5 tháng 5 năm 2019 – nay: Somdet Phra Kanitthathirat Chao Krom Somdet Phra Theppharat Rat Suda Chao Fa Maha Chakkri Sirinthon Maha Wachiralongkon Woraratchaphakdi Siri Kitcha Karini Phiriyaphat Ratthasima Khunakon Piyachat Sayam Borommaratchakumari (สมเด็จพระกนิษฐาธิราชเจ้า กรมสมเด็จพระเทพรัตนราชสุดา เจ้าฟ้ามหาจักรีสิรินธร มหาวชิราลงกรณวรราชภักดี สิริกิจการิณีพีรยพัฒน รัฐสีมาคุณากรปิยชาติ สยามบรมราชกุมารี)[3]

## ThơSirindhorn
Công chúa Maha Chakri Sirindhorn của Thái Lan không chỉ là một chính khách, một giáo sư, một học giả, mà còn là một nhà văn và nhà thơ. Tuy ở ngôi vị cao sang, nhưng Bà vẫn yêu thương đất nước con người Thái Lan. Điều đó thể hiện qua những vần thơ về tình yêu cây cỏ, chim muông, cảnh vật trên đất nước này.